# Возрождение христианской духовности на Украине (серия монет)
Возрождение христианской духовности на Украине (укр. Відродження християнської духовності в Україні) — серия памятных монет, выпущенная Национальным банком Украины в 2008 и 2010 годах.
Серия состоит из двух серебряных монет номиналом в 10 гривен. Монеты серии не имеют единого оформления аверса и реверса.
О выпуске монеты «Храмовый комплекс в с. Буки» было объявлено письмом НБУ от 22 декабря 2008 года. В письме указано, что этой монетой НБУ продолжает выпуск серии монет «Возрождение христианской духовности на Украине», однако ранее о выпуске монет этой серии НБУ не сообщал. О выпуске второй монеты («Марийский духовный центр — Зарваница») было объявлено письмом от 25 мая 2010 года. На сайте НБУ в разделе «Памятные монеты Украины» (укр. Пам'ятні монети України) в этой серии указаны только эти две монеты.

## Монеты
| Аверс | Реверс | Описание | Примечание |
| ----- | ------ | --- | --- |
|       |        | На аверсе: великий князь киевский Владимир Святославич с крестом и моделью храма в руках, малый государственный герб Украины, стилизованная звезда, надписи «ВОЛОДИМИР ВЕЛИКИЙ БУДІВНИЧИЙ ПРАВОСЛАВ`Я НАЦІОНАЛЬНИЙ БАНК УКРАЇНИ ДЕСЯТЬ ГРИВЕНЬ 2008». На реверсе: православный храмовый комплекс в селе Буки, над ним надпись «УКРАЇНА/ ВІДРОДЖЕННЯ ХРИСТИЯНСЬКОЇ ДУХОВНОСТІ». Внизу, на зеркальном фоне, символизирующем реку Раставицу, надпись «ПРАВОСЛАВНИЙ ХРАМОВИЙ КОМПЛЕКС ЦЕРКВА СВ. ЄВГЕНІЯ ВЕЛИКОМУЧЕНИКА ОСВЯЧЕНА В 2007 РОЦІ КИЇВЩИНА СКВИРА с. БУКИ». | - Название монеты: Храмовый комплекс в с. Буки - Номинал: 10 гривен - Металл: серебро 925 - Масса чистого серебра: 31,1 г - Диаметр: 38,6 мм - Качество: пруф - Гурт: гладкий с углубленной надписью - Тираж: 5 000 - Художник: Владимир Демьяненко - Скульптор: Владимир Демьяненко - Дата выпуска в обращение: 25 декабря 2008 - Отпускная цена НБУ: 618 гривен                                                                      |
|       |        | | |
|       |        | На аверсе: малый государственный герб Украины, икона Зарваницкой Божьей матери, справа и слева от неё — ангелы. Надписи «НАЦІОНАЛЬНИЙ БАНК УКРАЇНИ 10 ГРИВЕНЬ 2010». На реверсе: архитектурный комплекс в селе Зарваница, центром которого является Церковь Пресвятой Троицы, надпись «МАРІЙСЬКИЙ ДУХОВНИЙ ЦЕНТР с. ЗАРВАНИЦЯ ТЕРНОПІЛЬСЬКА ОБЛ.». | - Название монеты: Марийский духовный центр — Зарваница - Номинал: 10 гривен - Металл: серебро 925 - Масса чистого серебра: 31,1 г - Диаметр: 38,6 мм - Качество: пруф - Гурт: гладкий с углубленной надписью - Тираж: 7 000 - Художник: аверс — Владимир Таран, Александр Харук, Сергей Харук, реверс — Владимир Демьяненко - Скульптор: Владимир Демьяненко - Дата выпуска в обращение: 28 мая 2010 - Отпускная цена НБУ: 618 гривен |
|       |        | | |